# Fußball-Oberliga Schleswig-Holstein (Frauen)
Die Oberliga Schleswig-Holstein ist die höchste Spielklasse auf dem Gebiet des Schleswig-Holsteinischen Fußballverbands. Seit Einführung der 2. Frauen-Bundesliga zur Saison 2004/05 stellt die Oberliga die vierthöchste Spielklasse im deutschen Ligensystem der Frauen dar. Bis zur Saison 2007/08 wurde die Ligastufe als Verbandsliga Schleswig-Holstein bezeichnet, danach bis zur Saison 2016/17 als Schleswig-Holstein-Liga. Zur Saison 2023/24 wurde eine Partnerschaft mit dem Fitness-Unternehmen wellyou geschlossen, sodass die Liga seitdem offiziell unter dem Namen wellyou-Frauen-Oberliga auftritt.
Die Liga umfasst in der Regel zwölf Mannschaften, die jeweils in einem Heim- und Auswärtsspiel – aufgeteilt in eine Hin- und Rückrunde – gegeneinander spielen. Die Meistermannschaft spielt gegen die Aufstiegskandidaten aus Hamburg, Bremen und Niedersachsen um den Aufstieg in die Regionalliga Nord. Zwei Mannschaften steigen in die Landesliga (bis 2017: Verbandsliga) ab.

## Teilnehmer der Saison 2024/25
In der vergangenen Saison spielten folgende Vereine in der Oberliga:
- SSC Hagen Ahrensburg
- TSV Vineta Audorf
- SV Boostedt
- Eichholzer SV
- IF Stjernen Flensborg
- Merkur Hademarschen
- SSG Rot-Schwarz Kiel
- SG Neudorf-B./Osdorf (Spielgemeinschaft: TSV Neudorf-Bornstein und Osdorfer SV)
- SG NieBar (Spielgemeinschaft: SV Nienkattbek und TuS Bargstedt)
- SV Frisia 03 Risum-Lindholm
- ATSV Stockelsdorf
- SV Wahlstedt

## Meister
Die folgenden Auflistungen enthalten nur die Meister der seit 2000 ausgetragenen Spielzeiten. Die Saisons 2019/20 und 2020/21 wurden aufgrund der COVID-19-Pandemie vorzeitig abgebrochen.

### Liste der Meister
- 2000/01: SV Sereetz[4]
- 2001/02: Wittenseer SV[5]
- 2002/03: TSV Schilksee
- 2003/04: FFC Oldesloe 2000
- 2004/05: TSV Nahe
- 2005/06: Ratzeburger SV
- 2006/07: Ratzeburger SV
- 2007/08: Ratzeburger SV
- 2008/09: Holstein Kiel II
- 2009/10: FFC Oldesloe 2000 II
- 2010/11: FC Riepsdorf
- 2011/12: TSV Ratekau
- 2012/13: SV Henstedt-Ulzburg
- 2013/14: SG Ratekau-Strand 08 (1)
- 2014/15: SSC Hagen Ahrensburg
- 2015/16: SG Ratekau-Strand 08 (1)
- 2016/17: SV Henstedt-Ulzburg II
- 2017/18: TSV Ratekau
- 2018/19: Kieler MTV
- 2019/20: TSV Siems (2)
- 2020/21: TSV Russee (Nord)
2020/21: TSV Siems (Süd)
- 2021/22: SSC Hagen Ahrensburg
- 2022/23: Kieler MTV
- 2023/24: SSC Hagen Ahrensburg
- 2024/25: SSC Hagen Ahrensburg

### Rekordsieger
| Platz | Verein               | Titel | Jahre                          |
| ----- | -------------------- | ----- | ------------------------------ |
| 1.    | SSC Hagen Ahrensburg | 4     | 2015, 2022, 2024, 2025         |
| 1.    | TSV Ratekau          | 4     | 2012, 2014 (a), 2016 (a), 2018 |
| 3.    | Ratzeburger SV       | 3     | 2006, 2007, 2008               |
| 4.    | SV Henstedt-Ulzburg  | 2     | 2013, 2017 (b)                 |
| 4.    | Kieler MTV           | 2     | 2019, 2023                     |
| 4.    | FFC Oldesloe 2000    | 2     | 2004, 2010 (b)                 |
| 4.    | TSV Siems            | 2     | 2020, 2021                     |
| 8.    | Holstein Kiel        | 1     | 2009 (b)                       |
| 8.    | TSV Nahe             | 1     | 2005                           |
| 8.    | FC Riepsdorf         | 1     | 2011                           |
| 8.    | TSV Russee           | 1     | 2021                           |
| 8.    | TSV Schilksee        | 1     | 2003                           |
| 8.    | SV Sereetz           | 1     | 2001                           |
| 8.    | Wittenseer SV        | 1     | 2002                           |